# Edificio Rand
L'Edificio Rand è un grattacielo di Buffalo nello stato di New York negli Stati Uniti.

## Storia
I lavori di costruzione dell'edificio, iniziati nel 1928, sono stati portati a termine nel 1929.

## Descrizione
Il palazzo si affaccia su Lafayette Square, ed è attiguo al grattacielo 10 Lafayette Square.
Alto 29 piani, raggiunge un'altezza di 119,18 metri, cosa che ne fa il secondo grattacielo più alto della città.